# Svatava Kysilková
Svatava Faifrová rozená Kysilková (* 29. prosince 1964, Praha) je československá hráčka basketbalu. Je vysoká 180 cm. Je zařazena na čestné listině mistrů sportu.

## Sportovní kariéra
V basketbalovém reprezentačním družstvu Československa v letech 1984 až 1989 hrála celkem 168 utkání a má podíl na dosažených sportovních výsledcích. Zúčastnila se kvalifikace na Olympijské hry 1988 (Kuala Lumpur, Malajzie) - 5. místo, Olympijských her 1988 (Soul, Jižní Korea) - 8. místo, Mistrovství světa 1986 (Moskva) - 4. místo a tří Mistrovství Evropy 1985, 1987, 1989, na nichž získala jednu stříbrnou medaili za druhé místo v roce 1989. S družstvem Československa na Mistrovství Evropy kadetek v roce 1980 skončila na 5. místě, na Mistrovství Evropy juniorek v roce 1983 (Pescara, Itálie) získala první místo a titul mistryně Evropy.
V československé basketbalové lize žen hrála celkem 9 sezón (1981-1990) za družstvo Sparta Praha, s nímž získala v ligové soutěži dva tituly mistra Československa (1985-1987), třikrát druhé místo (1981-1984) a třikrát třetí místo (1985, 1987-1989). V sezónách 1984/85 až 1988/89 byla čtyřikrát vybrána do All-Stars - nejlepší pětice hráček československé ligy. Je na 53. místě v dlouhodobé tabulce střelkyň československé ligy žen za období 1963-1993 s počtem 2152 bodů. S klubem se zúčastnila 3 ročníků Poháru mistrů evropských zemí v basketbalu žen (PMEZ), ve kterém v roce 1988 byla na 5. místě ve finálové skupině a 2x hrála ve čtvrtfinálové skupině (1982, 1987). Dále v Poháru vítězů pohárů, Ronchetti Cup družstvo hrálo 5 ročníků (1983-1990) a hrálo ve čtvrtfinálové skupině s umístěním 2x na 2. místě (1983, 1984), 2x na 3. místě (1986, 1989) a 1x na 4. místě (1990).  

## Sportovní statistiky

### Kluby
- 1981-1990 Sparta Praha, celkem 9 sezón a 8 medailových umístění: 2x mistryně Československa (1985-1987), 3x vicemistryně Československa (1981-1984), 3x 3. místo (1985, 1987-1989), 1x 5. místo (1990)
- 1984-1989: nejlepší pětka hráček ligy - zařazena 4x: 1984/85, 1986/87 až 1988/89

### Evropské poháry
(je uveden počet zápasů (vítězství - porážky) a celkový výsledek v soutěži)
- S klubem Sparta Praha
- Pohár mistrů evropských zemí v basketbalu žen (PMEZ) - celkem 3 ročníky poháru
  - 1988 - 12 (5-7), ve finálové skupině na 5. místě, 2x účast ve čtvrtfinálové skupině na 3. místě: 1982 (8 3-1-4), 1987 (8 4-4)
- Pohár vítězů pohárů - Ronchetti Cup - celkem 5 ročníků poháru, 5x účast ve čtvrtfinálové skupině: 2x 2. místo 1983 (4 3-1), 1984 (6 3-3), 2x 3. místo 1986 (4 0-4), 1989 (8 4-4), 1x 4. místo 1990 (8 1-7)

### Československo
- Kvalifikace na Olympijské hry 1988 Kuala Lumpur, Malajzie (105 bodů /9 zápasů) 5. místo
- Olympijské hry 1988 Soul (50 /5) 8. místo
- Mistrovství světa: 1986 Moskva (28 /7) 4. místo
- Mistrovství Evropy: 1985 Vicenza Taliansko (95 /7, nejlepší střelkyně) 4. místo, 1987 Cadiz Španělsko (56 /7) 4. místo, 1989 Varna, Bulharsko (37 /5) 2. místo, celkem na 3 ME 188 bodů a 19 zápasů
- 1984-1989 celkem 168 mezistátních zápasů, na OH, MS a ME celkem 371 bodů v 40 zápasech, na ME 1x 2. místo (1989)
- 1980 Mistrovství Evropy kadetek: Pécs, Maďarsko (8 /3), 5. místo
- Mistrovství Evropy juniorek: 1983 Pecara, Itálie (23 /4) 1. místo a titul mistryně Evropy